# Петров, Михаил Григорьевич
Михаи́л Григо́рьевич Петро́в (1938—2015) — писатель

, лауреат премии им. Н. Островского ЦК ВЛКСМ, Союза писателей СССР (1982), Союза писателей РСФСР (1989). Заслуженный работник культуры Российской Федерации (1999).

## Биография
Родился 29 ноября 1938 года в с. Чередово Омской области, окончил Литературный институт имени А. М. Горького (1978). Первая публикация в 1963 году. Член СП СССР (1983).
С 1967 с перерывами живёт в Твери, работал в молодежной газете «Смена» (1967—1977), заведовал литературной частью Театра юного зрителя (1978—1980), в отделе публицистики журнала «Наш современник» (1991—2002).
Был членом общественного совета журнала «Литературная учёба» и еженедельника «Литературная Россия».
Как писатель Петров развивается в русле «деревенского направления».
Книга Петрова «Сны золотые» (1985) переведена на венгерский язык.
В 1990 году подписал «Письмо 74-х».
С 1991 по 2002 год Петров — редактор и издатель литературно-художественного и историко-публицистического журнала «Русская провинция». В 1996 году коллектив журнала «Русская провинция» стал лауреатом литературной премии им. М. Е. Салтыкова-Щедрина.
Выходил 4 раза в год. Последний номер журнала вышел в 2002 году, всего — более 40 номеров.
В одноименном издательстве выходили книги местных авторов, в том числе в поэтической серии «Поэты Русской провинции».
Михаил Петров скончался 21 мая 2015 года после продолжительной болезни.

## Книги Михаила Петрова
- Иван Иванович. — М., 1983.
- Сны золотые. — М., 1985.
- Затяжная весна. — М., 1986.
- На осеннем ветру. — М., 1991.
- На пустыре. — Тверь, 2000.
- Отвергнутый камень. — Тверь, 2003.
- Скульптор Иван Абаляев: Очерк. — Тверь, 2004.
- Cancer и другие истории. Рассказ. Повести. — Тверь, 2009.
- Вотчина или Отечество?.. — Тверь, 2012.
- Вортеп о Вокичьлапе. — Тверь, 2012.
- Мост через бездну. — Тверь, 2014.
- Ярчук. Рассказы. Повесть. — Тверь, 2016.